# Grenzschloss

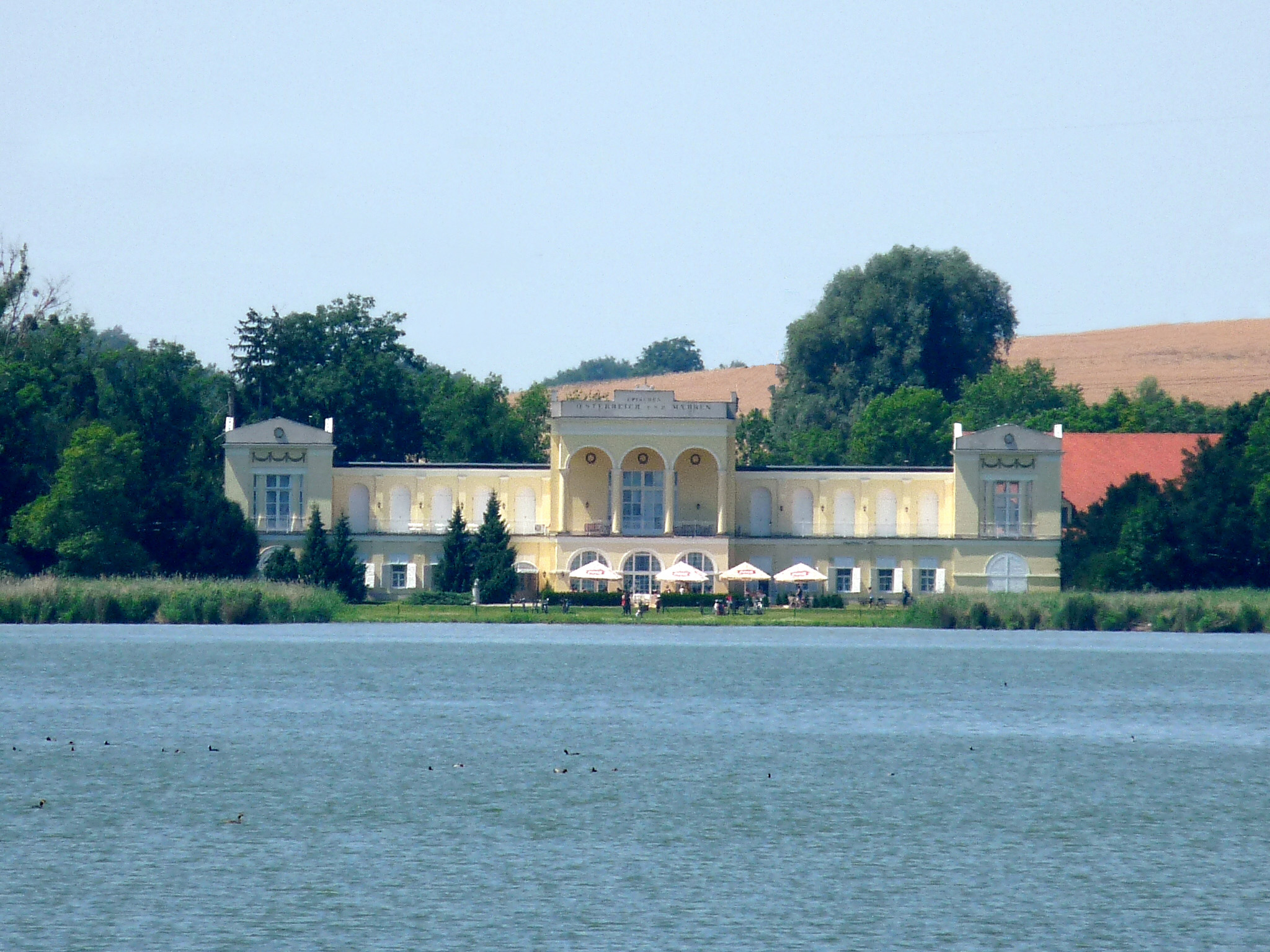
Grenzschloss, Seeseite

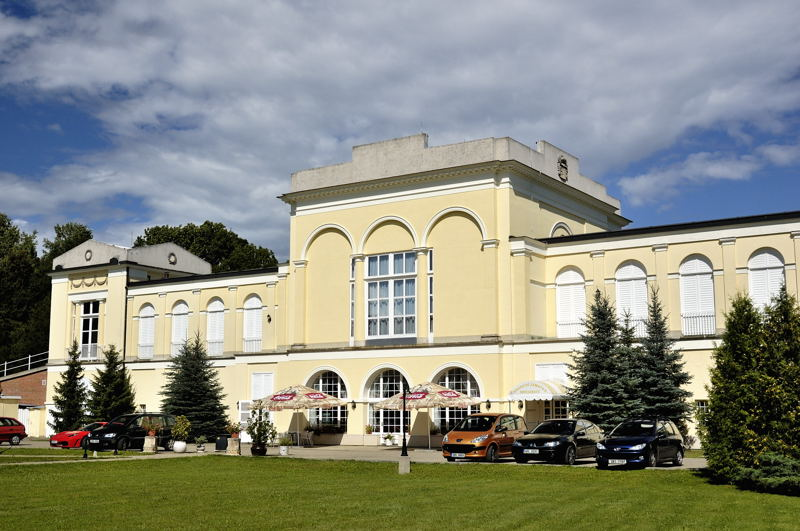
Landseite

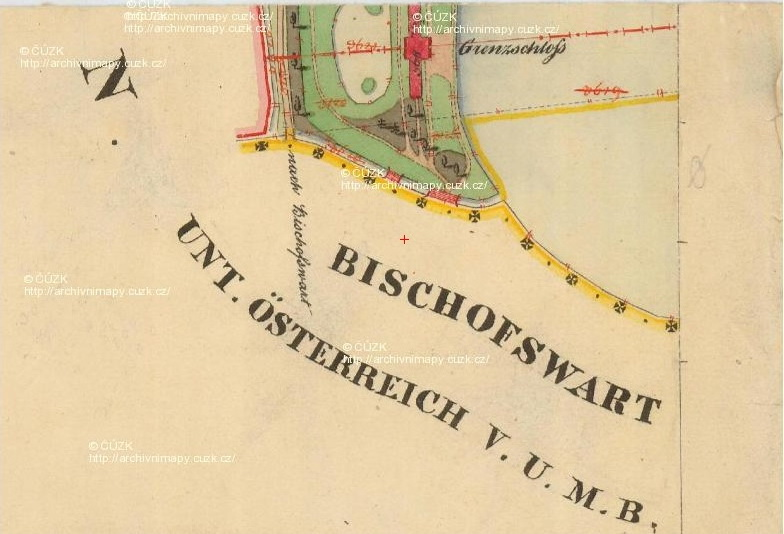
Historische Karte mit der durch das Schloss verlaufenden Grenze

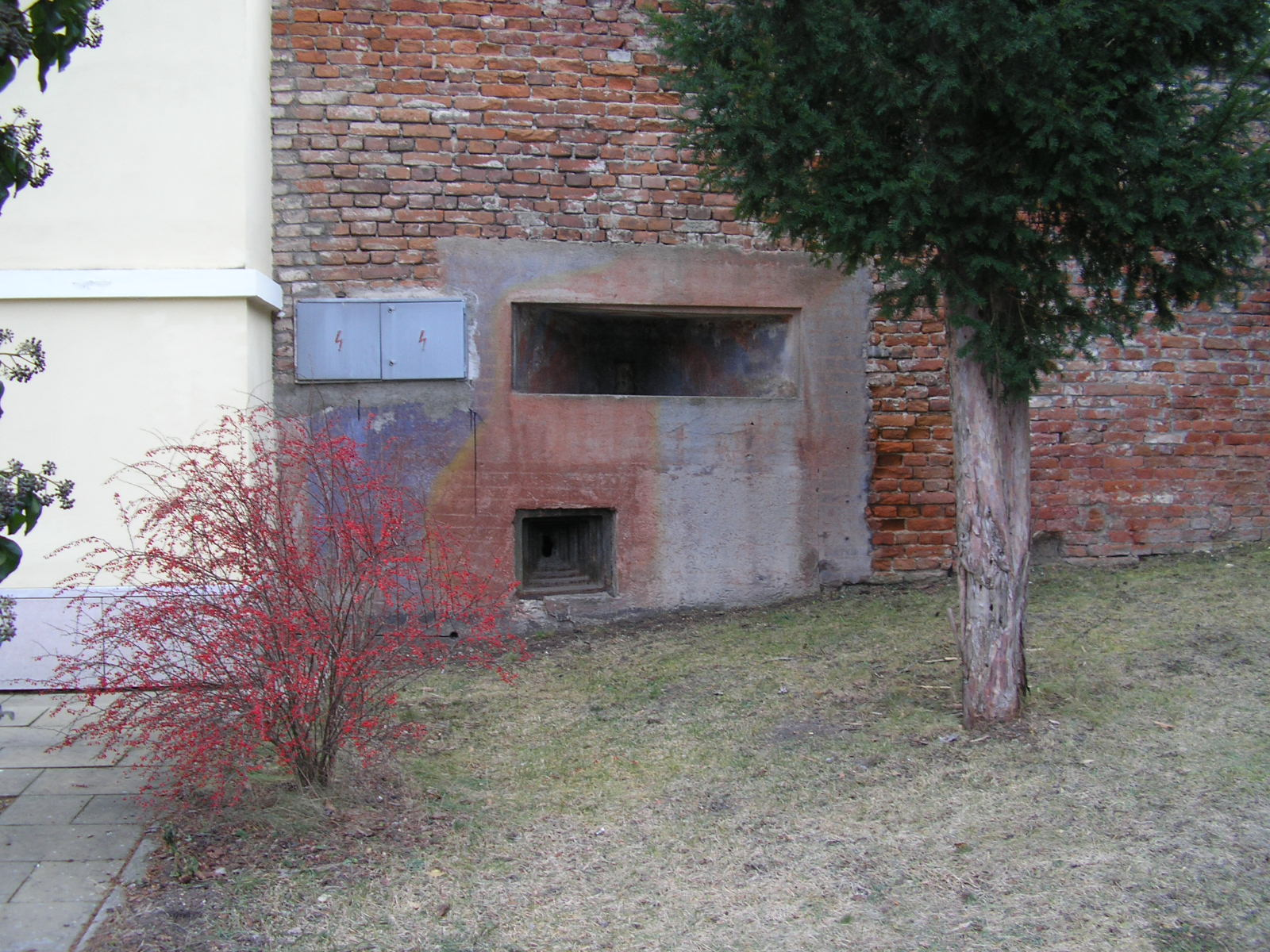
In die südliche Schlosszufahrt eingebauter Bunker aus der Zwischenkriegszeit

Das Grenzschloss (tschechisch: Hraniční Zámeček) ist ein Schloss, das die Parkanlagen der Schlösser Valtice (deutsch: Schloss Feldsberg) und Lednice (deutsch: Schloss Eisgrub), heute in Tschechien, verbindet. Es ist Bestandteil der Kulturlandschaft Lednice-Valtice und damit des gleichnamigen UNESCO-Welterbes.

## Geografische Lage
Das Grenzschloss liegt nördlich des Dorfes Hlohovec (Bischofswarth) auf der ehemals hier verlaufenden Grenze zwischen Niederösterreich und Mähren. Es wurde genau so platziert, dass die Grenze es in der Mitte teilte. Es liegt am Ufer des Bischofwarther Teichs und ist fast exakt in Ost-West-Richtung ausgerichtet.

## Geschichte
Seit dem Mittelalter bis zum Ende des Ersten Weltkriegs verlief die Landesgrenze zwischen Mähren und Niederösterreich unmittelbar durch die Teiche südlich von Lednice. Hier ließ Fürst Johann I. Josef von Liechtenstein das Schloss zwischen 1824 und 1827 errichten, da ihm die Herrschaften auf beiden Seiten der Grenze gehörten, Eisgrub in Mähren und Feldsberg in Niederösterreich. Sein Architekt war Joseph Franz Engel, der aber 1825 schwer erkrankte. Ausgeführt wurde das Werk dann im Wesentlichen von Joseph Poppelsack.
Nach dem Ersten Weltkrieg schlug der Vertrag von Saint-Germain das bisher zu Niederösterreich gehörende Feldsberger Land der Tschechoslowakei zu. Die Staatsgrenze verlief nun im Gegensatz zur früheren Landesgrenze deutlich weiter südlich. In der Zwischenkriegszeit wurde in die südliche Zufahrt des Schlösschens ein Bunker der tschechoslowakischen Grenzbefestigung eingebaut.
Nach dem Anschluss Österreichs an Deutschland kam es 1938 zum Münchner Abkommen, mit dem die Tschechoslowakei die mehrheitlich deutschsprachigen Gebiete an Deutschland abtreten musste. Die neue, ab Anfang Oktober 1938 gültige Staatsgrenze lag nun nördlich von Lednice, womit die gesamte heutige Kulturlandschaft Lednice-Valtice auf deutschem Staatsgebiet zu liegen kam. Nach dem Zweiten Weltkrieg wurde all das wieder revidiert und auf den Stand von 1919 zurückgesetzt.
Heute beherbergt das Schloss ein Restaurant und ein Hotel.

## Gebäude
Das Gebäude nimmt an mehreren Stellen Bezug auf die ursprüngliche Grenzlage: Im Gesims der Attika befinden sich die Inschriften Zwischen Österreich und Mähren und Gränzmahl zwischen Österreich und Mähren, die Wappen beider Länder zieren die jeweilige Seite und ein Kuppelpaar über der zentralen Halle des Erdgeschosses nimmt Bezug auf diese besondere Lage. Die Landesgrenze wurde weiter von einem Wasserlauf markiert, der im Garten aus der Amphore einer Nymphe quillt, durch das Bauwerk fließt und sich in den Bischofwarther Teich ergießt.
Die Gründung des Bauwerks war schwierig, da es im morastigen Uferbereich des Bischofwarther Teichs errichtet wurde, und erfolgte auf Holzpfählen und -rosten. Das Schloss besteht aus einem größeren Mittelpavillon je einem links und rechts angeordneten kleineren Pavillon. Diese drei Elemente sind zweistöckig und werden durch eingeschossige Kommunikationsflügel verbunden. Die wiederum haben zur Landseite hin eine Blendarkade im Bereich des zweiten Stocks, zur Seeseite hin eine Dachterrasse.